# Jori (strumento musicale)
Il Jori,  (a volte Jori-Pakhawaj o semplicemente Jodi) è uno strumento a percussione composto da due tamburi. è uno strumento che ha origine nella regione del Punjab, tra Pakistan e India. Storicamente, il Jori ha accompagnato la musica sikh. Tra gli esponenti di spicco del Jori ci sono Ustad Sukhvinder Singh 'Pinky", e Bhai Baldeep Singh.
Nella sua costruzione, il Jori è simile al Tabla. Le differenze principali sono l'uso di una grande tamburo alto (dayaan) e un altro più basso a forma di barile di legno chiamato bayaan. Il Jori è stato creato dividendo uno strumento secolare a un barile - Pakhawaj - in una batteria a due pezzi. Le ragioni esatte per cui il Pakhawaj fu diviso in due tamburi più piccoli sono però sconosciute. Il suono di questo strumento è molto più forte e profondo di quello della Tabla. Questa era una necessità pratica 300 anni fa, prima della tecnologia dei microfoni e degli amplificatori elettrici. Migliaia di persone si sedevano ad ascoltare il Kirtan all'aperto, una situazione che richiedeva strumenti acustici versatili che potessero portare il suono. Purtroppo questo strumento non è comunemente usato per cantare il Kirtan oggi.